# Steatoda bradyi
Steatoda bradyi är en spindelart som först beskrevs av Embrik Strand 1907.  Steatoda bradyi ingår i släktet vaxspindlar, och familjen klotspindlar. Inga underarter finns listade i Catalogue of Life.